# Al-Dżuwajchat
Al-Dżuwajchat (arab. الجويخات) – wieś w Syrii, w muhafazie Hims. W 2004 roku liczyła 375 mieszkańców.